# Lapphumla
Lapphumla (Bombus lapponicus) är en insekt i överfamiljen bin (Apoidea).

## Utbredning
Arten förekommer i norra Norden och österut genom norra Ryssland till Sibirien. Vissa auktoriteter menar att den i Asien även förekommer söderut till västra Kina. I Sverige förekommer den främst i fjällvärlden och de norra delarna av landet, medan den i Finland främst har observerats i nordvästra och nordöstra Lappland, med ett fåtal iakttagelser längre söderut, i södra Lappland eller Norra Österbotten.

## Beskrivning
Lapphumlan är en relativt liten och korttungad art. Drottningen är 16–18 mm lång, arbetarna 10–14 mm och hanarna 13–15 mm. Arten har svart mellankropp med en bred gul halskrage, och ett brett gult band i slutet av mellankroppen. Första tergiten på bakkroppen är svart med gula sidor, vilket ofta även är fallet med tergit fyra och fem. Tergit två och tre är rödhåriga, ibland även delar av de följande tergiterna. Hanarna har dessutom gula hår i ansiktet samt på bröst och ben. Det är även vanligt med en gul bakkroppsspets på hanarna. Undersidan och benen är svarthåriga. I den södra delen av utbredningsområdet är det vanligt med mörka individer med mer svart i pälsen på bekostnad av det gula. Karakteristiskt för hanarna är att deras attraktionsferomon i salivkörteln doftar starkt av terpen-estrar, som lindblommor.

### Förväxlingsart
Tidigare räknades lapphumla och berghumla till samma art. De båda arterna är mycket lika: en lapphumlehane med otydlig gräns mellan det röda och det gula på bakkroppen är lätt att förväxla med en hane av berghumlan, som dock alltid är helröd på bakkroppen. Samma gäller en lapphumlehona med svart mellankropp. Hanarna kan dock skiljas åt genom lukten av attraktionsferomonet som hanarna avsätter på föremål i terrängen för att locka till sig drottningar. Hos berghumlan saknar det helt lapphumlans lindblomsaktiga doft, och är närmast luktlöst för en mänsklig näsa.

## Ekologi
Arten är knuten till alpina och arktiska biotoper, som fjällhedar, fjällbjörkskog och tundra, men även på myrar och glesa skogar i taigabältet. Arten kan nå över skogsgränsen. Ibland kan den även visa sig i kustlandskap
Även valet av värdväxter är präglat av den alpina miljön: Humlan är polylektisk, den flyger till blommande växter från många olika familjer, som videväxter (videsläktet), korgblommiga växter (fibblor, gullris och fjällskära), dunörtsväxter (mjölke), ärtväxter (vitklöver och kråkvicker) samt olika bärris.
De förhållandevis små bona (ofta bara några tiotal arbetare innan de första könsdjuren kommer fram i slutet av juni till mitten av juli) anläggs i gamla smågnagarbon på eller strax under marken.

## Bevarandestatus
I Sverige är arten sedan 2020 rödlistad som nära hotad ("NT"), tidigare var den klassificerad som livskraftig ("LC"). Som många bergslevande arter är den känslig för klimatförändringar, värmeböljor under högsommaren drabbar humlorna hårt. I Finland är arten klassificerad som livskraftig ("LC").